# Hordeum spontaneum
Espèce
Hordeum spontaneum, l'orge sauvage, est une espèce de plantes monocotylédones  de la famille des Poaceae, sous-famille des Pooideae, originaire de régions tempérées de l'Ancien Monde, du bassin méditerranéen au sud-ouest de la Chine.
Cette espèce est considérée comme l'ancêtre sauvage de l'orge cultivée (Hordeum vulgare).

## Description
Hordeum spontaneum est une plante herbacée vivace, cespiteuse, aux tiges dressées ou géniculées ascendantes de 35 à 70 cm de long.
Les feuilles ont un limbe effilé, à la surface lisse ou scabre, de 5 à 16 cm de long sur 4 à 8 mm de large. La gaine porte des auricules falciformes. La ligule est une membrane non ciliée.
L'inflorescence est composée de racèmes spiciformes, de 4 à 9 cm de long sur 6 à 8 mm de large. Ceux-ci sont formés d'épillets groupés par triades comptant un épillet fertile sessile au centre, entourés de deux épillets stériles pédicellés.
Les épillets stériles, bien développés, de 4 à 6 mm de long sont plus courts que les épillets fertiles.
Les épillets fertiles, lancéolés, comprimés dorsalement et qui comptent un fleuron fertile avec extension du rachillet, font 12 à 14 mm de long.
Ils sont sous-tendus par deux glumes similaires, linéaires ou lancéolées, de même longueur (4 à 6 mm), pubescentes en surface et toutes deux aristées, portant à l'apex une arête de 10 à 15 mm de long.
Les fleurons fertiles ont une lemme lancéolée ou ovale de 12 à 14 mm de long, présentant 5 nervures latérales, à l'apex acuminé prolongé par une arête de 40 à 140 mm de long. Ils renferment une fleur comptant trois anthères et un ovaire pubescent à l'apex.
Le fruit est un caryopse au péricarpe adhérent, sillonné du côté du hile et pileux à l'apex.

## Taxinomie

### Synonymes
Selon Catalogue of Life (17 novembre 2016) :
- Hordeum agriocrithon Åberg
- Hordeum agriocrithon var. dawoense Åberg
- Hordeum agriocrithon var. nudum Q.Q.Shao,
- Hordeum decaisneanum Hook.f., pro syn.
- Hordeum decaisnei Boiss., pro syn.
- Hordeum distichon var. spontaneum (K.Koch) Asch. & Schweinf.
- Hordeum ischnatherum (Coss.) Schweinf.
- Hordeum ithaburense Boiss.
- Hordeum ithaburense var. ischnatherum Coss.
- Hordeum proskowetzii Nábelek, pro syn.
- Hordeum spontaneum var. ithaburense (Boiss.) Nábelek
- Hordeum spontaneum var. proskowetzii Nábelek
- Hordeum spontaneum var. turcomanicum Vavilov & Orlov ex Lukyanova, Trofim., G.N.Gudkova, Terentyeva & Yarosh
- Hordeum vulgare subsp. agriocrithon (Åberg) Á.Löve
- Hordeum vulgare subsp. spontaneum (K.Koch) Asch. & Graebn.
- Hordeum vulgare var. spontaneum (K.Koch) Körn.

### Liste des variétés
Selon Tropicos (17 novembre 2016) (Attention liste brute contenant possiblement des synonymes) :
- variété Hordeum spontaneum var. agriocrithon Trofim.
- variété Hordeum spontaneum var. ischnatherum (Coss.) Thell.
- variété Hordeum spontaneum var. lagunculiforme (Bacht.) Bacht.
- variété Hordeum spontaneum var. proskowetzii Nábĕlek
- variété Hordeum spontaneum var. spontaneum
- variété Hordeum spontaneum var. turcomanicum Vavilov